# Apeadero Reyes
Reyes era una estación de ferrocarril ubicada en la localidad de San Pablo de Reyes, provincia de Jujuy, Argentina.

## Servicios
No presta servicios de pasajeros ni de cargas desde 1993. Sus vías e instalaciones pertenecientes al Ferrocarril General Belgrano están a cargo del gobierno provincial.